# Pay Pay
El Café Teatro Pay-Pay es una sala cultural de la ciudad española de Cádiz. 
Antigua sala de fiestas de los años 40 a los 70, ubicada en El Pópulo, el barrio más antiguo de la ciudad, desde 2001 es un Café teatro que ofrece una programación cultural estable y que se ha convertido en sala de referencia si se buscan actuaciones de Carnaval o cantautores, que son sus especialidades, aunque programa actividades de todas las disciplinas artísticas.
Por su escenario han pasado artistas como Martirio, Javier Ruibal, Javier Krahe, Mayte Martín, India Martínez, El Kanka, Rozalén, Zahara, Carmen Boza, Antilopez, Pedro reyes, Dani Rovira...
Ha inspirado a varias agrupaciones del carnaval de Cádiz, fue el escenario de la película Besos para todos, del director Jaime Chávarri, y se hace alusión al mismo en el título de un disco de la cantante andaluza Pasión Vega (La reina del Pay - Pay).